# Álvaro Aponte
Álvaro Aponte (Cali, Valle del Cauca, Colombia; 17 de diciembre de 1965) es un exfutbolista y entrenador de fútbol colombiano.

## Trayectoria

### Futbolista
Inició su carrera en América de Cali en los años 80 siendo uno de los jugadores destacados de la reserva. Aponte fue un defensor central vallecaucano que pasó por varios equipos a lo largo de su carrera como futbolista, entre ellos América, Unión Magdalena, Santa Fe, Cortuluá, Deportes Tolima, Cúcuta Deportivo, Millonarios, Boyacá Chicó, Pumas de Casanare y Centauros Villavicencio. Era un zaguero con buen cabeceo y aceptable velocidad, ordenado y líder. 
De otra parte, anotó goles a favor para su equipo, la mayoría de golpe de cabeza aprovechando su estatura y buen remate. Su primer gol como profesional fue en 1986 jugando para el América.

### Entrenador
Aponte ha trabajado por varios años con las divisiones menores del equipo americano, y fue nombrado como director técnico de los Diablos Rojos el 23 de agosto de 2010 después de la salida de Jorge Bermúdez, el objetivo que tenía era salvar el equipo del descenso y la promoción. Su primer encuentro como entrenador fue como local el sábado 28 de agosto en el estadio Doce de Octubre en Tuluá contra Deportivo Pereira. Al final del torneo, Aponte logró la meta de evitar la pérdida de la categoría.
El 7 de mayo de 2011 gana su primer Clásico vallecaucano en el estadio Deportivo Cali por 0-1, con gol de tiro libre de Jorge Artigas.
El 6 de septiembre de 2011 sale del América por decisión de los directivos justificando malos resultados en dos partidos del inicio del campeonato, un empate y una derrota. En este torneo Aponte perdió elementos importantes de su nómina, ya que los directivos incumplieron con los pagos a esos jugadores. Aponte, al mando del equipo rojo, logró salvarlo del descenso y luchó los dos torneos hasta el último juego pese a la pésima situación económica por la que pasaba el equipo. En la Copa Colombia no clasificó por incumplimiento del equipo con Dimayor donde perdieron 3 partidos por W.
Como estratega del América dirigió 39 partidos en la Liga y Copa, ganando 16, empatando 9 y perdiendo 14.
El 27 de noviembre de 2024 fue confirmado como Asistente Técnico del Deportes Quindío.

## Clubes

### Como jugador
| Club              | País     | Año       |
| ----------------- | -------- | --------- |
| América de Cali   | Colombia | 1986-1991 |
| Unión Magdalena   | Colombia | 1991      |
| Santa Fe          | Colombia | 1992      |
| América de Cali   | Colombia | 1993      |
| Cortuluá          | Colombia | 1993-1994 |
| Deportes Tolima   | Colombia | 1995      |
| Cortuluá          | Colombia | 1995-1996 |
| Cúcuta Deportivo  | Colombia | 1996-1997 |
| Millonarios       | Colombia | 1997-1998 |
| Unión Magdalena   | Colombia | 1999      |
| Boyacá Chicó      | Colombia | 2000-2002 |
| Pumas de Casanare | Colombia | 2003      |
| Centauros         | Colombia | 2004      |
| Cortuluá          | Colombia | 2005      |

### Como entrenador
| Club                  | País     | Año        |
| --------------------- | -------- | ---------- |
| América de Cali       | Colombia | 2010- 2011 |
| Universitario Popayán | Colombia | 2013       |
| Cúcuta Deportivo      | Colombia | 2013       |

### Como asistente
| Club             | País     | Año    |
| ---------------- | -------- | ------ |
| Deportes Quindío | Colombia | 2025 - |

## Palmarés

### Como jugador

#### Torneos nacionales
| Título           | Equipo           | País     | Año     |
| ---------------- | ---------------- | -------- | ------- |
| Primera División | América de Cali  | Colombia | 1986    |
| Primera División | América de Cali  | Colombia | 1990    |
| Primera B        | Cortuluá         | Colombia | 1993    |
| Primera B        | Cúcuta Deportivo | Colombia | 1995-96 |